# Bisetifer
Bisetifer là một chi nhện trong họ Linyphiidae.